# 徳島県立しらさぎ中学校
徳島県立しらさぎ中学校（とくしまけんりつ しらさぎちゅうがっこう）は、徳島県徳島市北矢三町1丁目にある県立の夜間中学校。

## 概要
徳島県立しらさぎ中学校は、様々な事情で義務教育を修了できなかった人、不登校等でほとんど学校に通えなかった人、及び外国籍の人などが、学び直しを志すという学びへの前向きな気持ちに応える為に開校した。なお、当校は、公立の夜間中学校としては、全国初の都道府県立の夜間中学校である。校舎は徳島県立徳島中央高等学校校舎の一部を充て、校歌はアンジェラ・アキが作詞・作曲した。

## 沿革
- 2020年（令和2年）
  - 6月1日 - 徳島県立しらさぎ中学校設置[1]。
  - 9月1日 - 入学受付開始[4]。
- 2021年（令和3年）
  - 3月19日 - 令和3年度の生徒募集締め切り。
  - 4月7日 - 開校式と第1回入学式挙行[5]。
- 2022年（令和4年）
  - 3月2日 - 第1回卒業証書授与式挙行。
  - 3月24日 - 最初の終業式と離任式挙行。

## 入学資格
- 義務教育年齢を超えている人（4月1日の時点で15歳以上の方）
- 小中学校を卒業していない人、または卒業していても不登校等で十分に学ぶことができなかった人で、特に学び直しを希望する人。
- 原則として徳島県に住んでいるか、徳島県で働いている人。

## アクセス
- JR高徳線・徳島線佐古駅から徒歩約20分。
- 徳島市営バス「科学技術高校」バス停から徒歩3分。